# We Were Here Together
We Were Here Together — кооперативная компьютерная игра в жанре головоломки, разработанная и изданная нидерландской инди-студией Total Mayhem Games. Релиз состоялся 10 октября 2019 года на Windows, 5 июня 2020 года на Xbox One и 23 февраля 2021 года на PlayStation 4 соответственно. Является сиквелом We Were Here Too (2018).
В 2022 году вышло продолжение We Were Here Forever.

## Игровой процесс
В отличие от обычного игрового процесса предыдущих игр серии, игроки проводят часть игры вместе в одной и той же области, где они оба могут посещать одни и те же места. Есть новые локации, в том числе базовый лагерь, где началась их экспедиция, ледяные пещеры и Антарктика на открытом воздухе. Совместная решение головоломок через игровую рацию всё еще необходимо.

## Разработка и выпуск
12 сентября 2018 разработчики анонсировали проект. 4 сентября 2019 Total Mayhem Games назначили дату выпуска игры на 10 октября того же года. 10 октября 2019 состоялся релиз игры на Windows.

## Отзывы критиков
| Сводный рейтинг      | Сводный рейтинг                        |
| Агрегатор            | Оценка                                 |
| -------------------- | -------------------------------------- |
| Metacritic           | (PC) 77/100 (PS4) 62/100 (XONE) 70/100 |
| OpenCritic           | 68/100                                 |
| Иноязычные издания   |                                        |
| Издание              | Оценка                                 |
| PlayStation Universe | 5,5/10                                 |

We Were Here Together получила положительные отзывы, согласно агрегатору рецензий Metacritic.
Джо Эпси из PlayStation Universe отметил что игра «страдает» от головоломок которые невозможно решить в чате, сравнив эти головоломки с бросанием дротиков с завязанными глазами.